# Mirai (zespół muzyczny)
Mirai (z jap. „przyszłość”) – czeski zespół popowy. Został założony w 2014 roku we Frydku-Mistku.
W 2015 roku wydali swoją debiutancką EP-kę pt. Cesta z města, a w 2017 r. debiutancki album pt. Konnichiwa.
W 2017 r. wygrali plebiscyt Český slavík w kategorii objawienie roku, a ich przebój „Když nemůžeš, tak přidej” zdobył nagrody w dwóch kolejnych kategoriach. Ponadto otrzymali też nagrodę Anděl, również jako objawienie roku. W 2020 r. odnieśli sukces jako zespół roku 2019, a w 2021 r. ponownie zostali laureatami plebiscytu Český slavík.

## Dyskografia
- Cesta z města (2015)
- Konnichiwa (2017)
- Arigatō (2019)
- Maneki Neko (2021)